# 714305 Panceri
714305 Panceri este o planetă minoră (asteroid) din centura de asteroizi. A fost descoperită pe 27 septembrie 2011 la  de . 
Obiectul prezintă o orbită caracterizată de o semiaxă mare de 3,0845209161175 UAi, o excentricitate de 0,14664074486617, o înclinație de 0,25794308674909 ° în raport cu ecliptica.